# ألباسينشي
ألباسينشي (بالإسبانية: Alpasinche) هي قرية وبلدية تقع في قسم سان بلاس ضمن محافظة لا ريوخا شمال غربي الأرجنتين.

## الجغرافيا
تقع ألباسينشي على ارتفاع يبلغ حوالي 1,086 مترًا فوق مستوى سطح البحر، وتحيط بها تضاريس جبلية وشبه صحراوية، وهي قريبة من الحدود مع محافظة كاتاماركا. يُعتبر موقعها نقطة التقاء بين جبال الأنديز الشرقية وسهول لوس يانوس في لا ريوخا.

## السكان
وفقًا لتعداد عام 2010، بلغ عدد سكان القرية 944 نسمة. تشهد القرية نموًا بطيئًا، وتتميز بترابط اجتماعي قوي وطابع ريفي.

## الاقتصاد
يعتمد اقتصاد ألباسينشي على:
- الزراعة: خصوصًا زراعة الكروم والزيتون.
- تربية المواشي: على نطاق محدود.
- الخدمات العامة وبعض الأنشطة السياحية المرتبطة بالطبيعة والثقافة المحلية.

## البنية التحتية
تمتلك ألباسينشي طرقًا تربطها بالمراكز الحضرية في المحافظة، إلى جانب خدمات أساسية مثل:
- المدارس الابتدائية.
- مركز صحي محلي.
- شبكة كهرباء ومياه.

## الثقافة والمجتمع
تحافظ القرية على تقاليد ثقافية فلكلورية مثل الرقصات والموسيقى الريفية، وتُقام فيها احتفالات دينية ومحلية سنوية.